# Hartmut Bagger

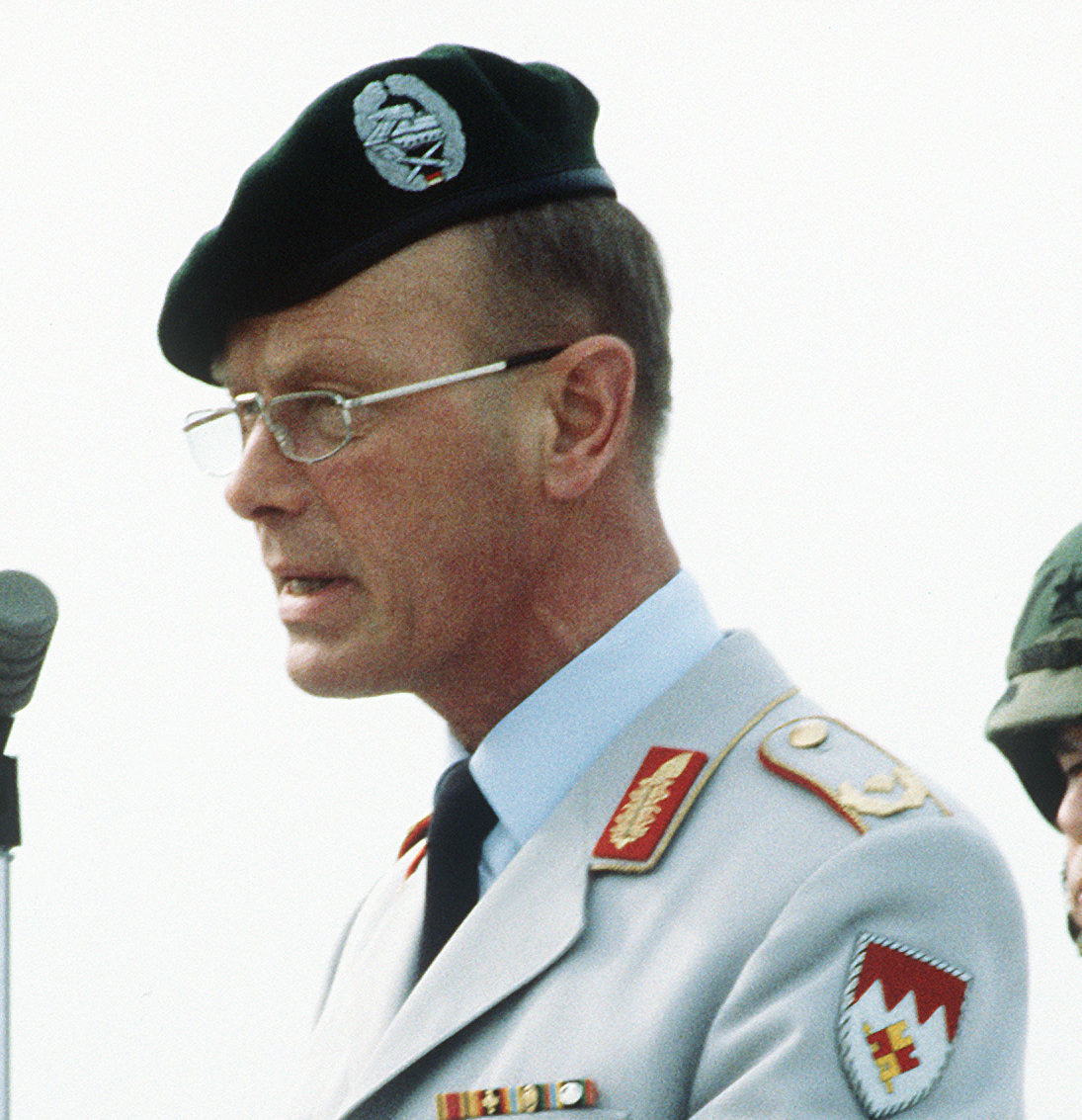
Hartmut Bagger (1991)

Hartmut Bagger (* 17. Juli 1938 in Braunsberg, Ostpreußen; † 26. Januar 2024 in Meckenheim) war ein deutscher General des Heeres der Bundeswehr. Er war von 1994 bis 1996 der 14. Inspekteur des Heeres und von 1996 bis 1999 der 11. Generalinspekteur der Bundeswehr.

## Flucht und Jugend
Seine Mutter flüchtete 1945 mit ihm und seinem jüngeren Bruder aus Ostpreußen nach Niedersachsen. Er verbrachte seine Kindheit in der Nähe von Celle. Sein Abitur machte er an einem Gymnasium der Hermannsburger Mission.

## Militärische Laufbahn

### Ausbildung und erste Kommandos
In 1958 bewarb er sich bei der Bundeswehr. Er wurde als Offizieranwärter der Panzergrenadiertruppe ausgebildet. Zum Leutnant wurde er 1960 ernannt und durchlief Verwendungen als Zugführer und Fernmeldeoffizier beim Panzergrenadierbataillon 82 in Lüneburg sowie als Hörsaal- und Ordonnanzoffizier an der Heeresoffizierschule I in Hannover. Von 1965 bis 1969 diente Bagger als Hauptmann und Kompaniechef im Lüneburger Bataillon. Im Anschluss absolvierte er an der Führungsakademie der Bundeswehr in Hamburg von 1969 bis 1971 den 12. Generalstabslehrgang Heer, wo er zum Offizier im Generalstabsdienst ausgebildet wurde. Danach wurde er, zum Major befördert, nach Neumünster zur Panzerbrigade 18 versetzt als Generalstabsoffizier für Logistik und Operationen (G4, G3). Im Anschluss lehrte er an der Führungsakademie als Dozent für Militärpolitik. Danach absolvierte er in Norfolk, Virginia, einen Armed Forces Staff College Course.
Von 1976 bis 1978 führte er als Oberstleutnant das Panzergrenadierbataillon 51 in Rotenburg an der Fulda. Danach ins Bundesministerium der Verteidigung versetzt diente er bis 1980 als Referent. Vom April 1980 bis zum September 1982 diente Bagger als Oberst und Chef des Stabes der 3. Panzerdivision in Buxtehude unter dem Kommando von Generalmajor Franz-Joachim Freiherr von Rodde. An der Hamburger Führungsakademie war er danach bis 1984 Leiter der Fachgruppe Sicherheitspolitik. Vom 1. Oktober 1984 bis zum April 1988 war er Kommandeur der Panzergrenadierbrigade 7.

### Dienst im Generalsrang
Nach Koblenz versetzt und zum Brigadegeneral ernannt, war er vom 1. April 1988 bis zum 22. November 1990 Chef des Stabes des III. Korps unter dem Kommando von Generalleutnant Helge Hansen. Danach wurde er nach Veitshöchheim versetzt und war als Generalmajor bis März 1992 Kommandeur der 12. Panzerdivision.
Hansen wurde am 1. März 1992 Inspekteur des Heeres und zog Bagger zum 1. April 1992 als sein Stellvertreter nach;  Bagger wurde zum Generalleutnant ernannt. Zwei Jahre später wurde Hansen für den NATO-Posten des Oberbefehlshabers der Allied Forces Central Europe designiert und Bagger wurde am 21. März 1994 sein Nachfolger. Er führte die Strukturveränderungen im Zuge der Heeresstruktur V weiter. Dabei befürwortete er die Wehrpflichtigenarmee und betonte, dass sich „die Hälfte des Offiziernachwuchses, [und] fast zwei Drittel der Unteroffiziere“ aus dem Grundwehrdienst der Wehrpflichtigen rekrutiere.
Verteidigungsminister Volker Rühe übergab ihm zwei Jahre später am 8. Februar 1996 unter Ernennung zum General das Amt des Generalinspekteurs. Rühe wollte einen explizit stillen Amtsinhaber, nachdem es mit dem Generalinspekteur Klaus Naumann diverse Differenzen gegeben hatte. Naumann wurde Vorsitzender des NATO-Militärausschusses. Bagger wurde zum 31. März 1999 pensioniert.

## Privates und Tätigkeiten nach der Dienstzeit
Anschließend wurde Hartmut Bagger Präsident der Gesellschaft für Wehr- und Sicherheitspolitik, trat von dem Amt aber im Jahr 2000 aufgrund interner Querelen zurück.
Bagger wohnte in Meckenheim, war verheiratet und hatte zwei Söhne. Der Sohn Thomas ist Diplomat. Bagger spielte konzertreif Klavier und trat wiederholt solistisch oder gemeinsam mit Klangkörpern der Bundeswehr auf.
Am 16. Februar 2024 wurde Hartmut Bagger in Meckenheim mit einer Trauerfeier in der Friedenskirche und anschließendem Großen Ehrengeleit gewürdigt. Die Ansprache hielt der amtierende Generalinspekteur Carsten Breuer.

## Ehrungen und Auszeichnungen
- Verdienstorden der Bundesrepublik Deutschland
  - 1989 Verdienstkreuz am Bande
  - 1994: Verdienstkreuz 1. Klasse
  - 1998: Großes Verdienstkreuz
- Commander’s Cross of the Legion of Merit (USA)
- Officer’s Cross of the Legion of Merit (USA)
- Commandeur de la Legion d’Honneur (Frankreich)
- Großoffizier des Finnischen Ordens der Weißen Rose